# Capsicum minutiflorum
Capsicum minutiflorum är en potatisväxtart som först beskrevs av Henry Hurd Rusby, och fick sitt nu gällande namn av A. T. Hunziker. Capsicum minutiflorum ingår i släktet spanskpepparsläktet, och familjen potatisväxter. Inga underarter finns listade i Catalogue of Life.